# Nestor Celestial Cariño
Nestor Celestial Cariño (ur. 8 września 1938 w Malinao, zm. 24 maja 2025 w San Juan) – filipiński duchowny rzymskokatolicki, w latach 2005–2007 biskup Legazpi.

## Życiorys
Święcenia kapłańskie przyjął 31 grudnia 1961 i został inkardynowany do diecezji Legazpi. Po święceniach zaczął pracę w miejscowej kurii, a niedługo później został jej kanclerzem. W latach 1971–1974 studiował w Nowym Jorku, natomiast po powrocie do kraju otrzymał nominację na proboszcza w Tabaco.
9 marca 1978 został prekonizowany biskupem pomocniczym Legazpi ze stolicą tytularną Thibiuca. Sakrę biskupią otrzymał 31 maja 1978. 12 sierpnia 1980 został mianowany biskupem Borongan.
W 1985 został wybrany na sekretarza generalnego filipińskiej Konferencji Episkopatu. W związku z wyborem zrezygnował z urzędu biskupa Borongan (decyzję przyjął 31 stycznia 1986 papież Jan Paweł II). W 2000 zakończył pracę w Konferencji Biskupów.
11 czerwca 2003 otrzymał nominację na biskupa pomocniczego Daet ze stolicą tytularną Acholla. 1 kwietnia 2005 został mianowany biskupem Legazpi. 7 listopada 2007 przeszedł na emeryturę.